# Herminium souliei
Herminium souliei là một loài thực vật có hoa trong họ Lan. Loài này được (Finet) Rolfe mô tả khoa học đầu tiên năm 1903.